# Xavier Ledesma
Xavier Emilio Ledesma Ginatta (Guayaquil, Ecuador, 1949 - 9 de octubre de 2018) fue un político y licenciado ecuatoriano.

## Trayectoria
Inició su vida pública como secretario del municipio de Guayaquil durante la administración de Juan Péndola. También trabajó en el municipio durante la alcaldía de Raúl Baca Carbo. Fue elegido diputado en las elecciones legislativas de 1979 por la Izquierda Democrática, partido del que llegó a ser director nacional.
En las elecciones legislativas de 1992 fue elegido diputado en representación de la provincia de Guayas por el Partido Unidad Republicana, del conservador Sixto Durán Ballén, quien ganó las elecciones presidenciales del mismo año. El 12 de diciembre de 1995 fue nombrado ministro de Gobierno por el presidente Durán Ballén.
En diciembre de 2003 fue designado secretario general de la administración por el presidente Lucio Gutiérrez.
El 22 de febrero de 2005 fue nombrado ministro de Gobierno, en reemplazo de Jaime Damerval. Sin embargo, aproximadamente un mes después de haber sido nombrado al cargo, el 24 de marzo, renunció a su puesto alegando problemas de salud provocados por un glaucoma que le había sido detectado en enero del mismo año.
En las elecciones de 2007 fue elegido asambleísta constituyente por el Partido Renovador Institucional Acción Nacional, pero renunció a los pocos días de establecida la Asamblea, el 4 de diciembre de 2007. Al momento de marcha, aseveró que lo hacía porque la Asamblea había irrespetado el estatuto con el que fue convocada y que no podía avalar con su presencia esa decisión.